# Матвіївка (Довжанський район)
Матві́ївка — село в Україні, у Довжанській міській громаді Довжанського району Луганської області. Населення становить 239 осіб.
Знаходиться на тимчасово окупованій території України.

## Географія
Географічні координати: 47°1' пн. ш. 39°33' сх. д. Часовий пояс — UTC+2. Загальна площа села — 23,3 км².
Село розташоване у східній частині Донбасу за 23 км від міста Довжанська. Найближча залізнична станція — Довжанська, за 11 км.

## Історія
Заснований у 1907 році як хутір Матвіївка, з 1955 року має статус села. Назва утворена від прізвища землевласника Матвієва.
Під час Другої світової війни участь у бойових діях брали 30 місцевих жителів, з них 13 загинуло, 25 осіб нагороджені орденами і медалями.
12 червня 2020 року, відповідно до Розпорядження Кабінету Міністрів України № 717-р «Про визначення адміністративних центрів та затвердження територій територіальних громад Луганської області», увійшло до складу Довжанської міської громади.
17 липня 2020 року, в результаті адміністративно-територіальної реформи та ліквідації  колишніх Довжанського (1938—2020) та Сорокинського районів, увійшло до складу новоутвореного Довжанського району.

## Населення

### Мова
Розподіл населення за рідною мовою за даними перепису 2001 року:
| Мова       | Кількість | Відсоток |
| ---------- | --------- | -------- |
| російська  | 184       | 76.99%   |
| українська | 51        | 21.34%   |
| вірменська | 1         | 1.67%    |
| Усього     | 239       | 100%     |

За даними перепису 2001 року населення села становило 239 осіб, з них 21,34% зазначили рідною мову українську, 76,99% — російську, а 1,67% — іншу.

## Соціальна сфера
У селі працює клуб та фермерське господарство.

## Пам'ятки
Поблизу Матвіївки виявлено 2 курганних могильника з 10 курганами.
Також у центрі села встановлено пам'ятник полеглим під час Другої світової війни у боях воїнам-односельчанам.

## Охорона природи
На південно-західній околиці села знаходиться ландшафтний заказник «Нагольний кряж».